# Courtney Eaton

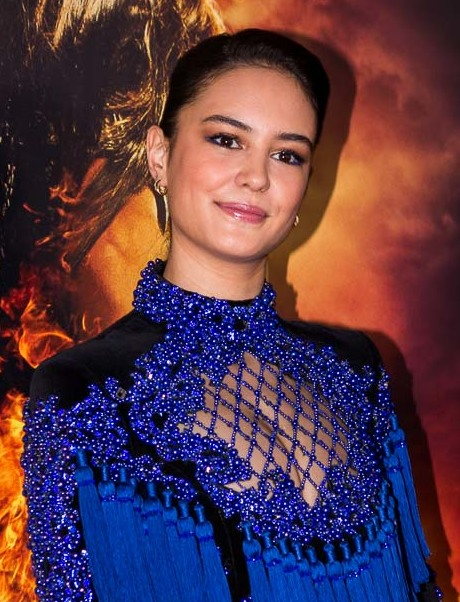
Courtney Eaton (2016)

Courtney Eaton (* 6. Januar 1996 in Bunbury, Western Australia) ist eine australische Filmschauspielerin und Model. Bekanntheit erlangte sie vor allem durch ihre Nebenrollen in den Kinofilmen Mad Max: Fury Road (2015) und Gods of Egypt (2016).

## Leben
Courtney Eaton wurde im Alter von 16 Jahren als Model aktiv, nachdem sie von der Agentur Vivien’s entdeckt wurde. 2015 hatte sie mit Mad Max: Fury Road ihre erste Filmrolle als Cheedo, der jüngsten Frau des Tyrannen Immortan Joe. Ein Jahr später spielte sie Zaya im Fantasyfilm Gods of Egypt. Es folgten weitere Hauptrollen in Spielfilmen wie Newness (2017), Appgefahren (2018), Perfect (2018) und 64 Minutes (2019).

## Filmografie (Auswahl)
- 2015: Mad Max: Fury Road
- 2015: R5: All Night
- 2016: Gods of Egypt
- 2017: Newness
- 2018: Appgefahren – Alles ist möglich (Status Update)
- 2018: Perfect
- 2019: 64 Minutes – Wettlauf gegen die Zeit (Line of Duty)
- seit 2021: Yellowjackets (Fernsehserie)
- 2023: Parachute